# Pieter-Steph du Toit
Pieter Stephanus du Toit, detto Pieter-Steph (Città del Capo, 20 agosto 1992), è un rugbista a 15 sudafricano, seconda linea o terza linea ala del Toyota Verblitz, campione del mondo nel 2019 e nel 2023 con il Sudafrica.

## Biografia
Du Toit proviene da una famiglia di rugbisti; il nonno Piet, infatti, ottenne 14 presenze con il Sudafrica partecipando anche al tour europeo del 1960-1961, mentre il fratello Johan è anch'esso un giocatore professionista.
Pieter-Steph si formò nelle giovanili dei Boland Cavaliers, ma, già nel 2011, passò all'accademia dei Natal Sharks. Debuttò in prima squadra durante la Vodacom Cup del 2012 e, pochi mesi dopo, fece il suo esordio anche in Super Rugby con la relativa franchise degli Sharks. Fu nell'anno successivo che divenne titolare sia nella franchigia che nella squadra provinciale; con quest'ultima fu protagonista nella vittoria della Currie Cup. Nel luglio 2013 rinnovò il contratto con la squadra sudafricana per ulteriori due anni, ma in questo lasso di tempo giocò solamente otto incontri a causa di un doppio infortunio ai legamenti dello stesso ginocchio. Terminato l'impegno con gli Sharks, si trasferì alla franchise di Città del Capo degli Stormers dove gioca tuttora.
A livello internazionale, du Toit vinse il Campionato mondiale giovanile di rugby 2012 con la nazionale sudafricana di categoria. A partire dal giugno 2013, il commissario tecnico Heyneke Meyer lo incluse nella rosa del Sudafrica, ma lo fece debuttare solo nella prima sfida del tour del novembre dello stesso anno contro il Galles. Due gravi infortuni gli preclusero la nazionale fino all'agosto 2015, quando giocò contro l'Argentina nell'ultima giornata del The Rugby Championship. Nonostante il recente ritorno in campo e le sole quattro caps, di cui nessuna da titolare, Meyer decise di convocarlo per la Coppa del Mondo di rugby 2015. Nel corso del torneo iridato fu presente in quattro partite, tra le quali vi fu il quarto di finale vinto con il Galles; gli Springboks conclusero la competizione al terzo posto. Il successivo biennio vide du Toit impiegato con grande costanza dal nuovo allenatore Allister Coetzee; tra 2016 e 2017 egli mancò un solo incontro tra quelli giocati dalla nazionale, vincendo il premio come miglior giocatore sudafricano della stagione 2016. Il cambio di commissario tecnico del 2018 con la nomina di Rassie Erasmus comportò anche quello della sua posizione in campo: iniziò, infatti, a giocare prevalentemente come terza linea ala. Nel primo impegno sotto la nuova guida tecnica fu capitano della squadra ed, al termine della stagione, vinse per la seconda volta il premio di miglior rugbista sudafricano. L'anno seguente disputò tutte le partite del vittorioso The Rugby Championship 2019. Dieci giorni dopo che fu annunciato tra i convocati per la Coppa del Mondo di rugby 2019, raggiunse la cinquantesima presenza con gli Springboks nell'amichevole contro il Giappone. Nel mondiale giocò solo due incontri della fase a gironi, ma poi fu titolare in tutti quelli ad eliminazione diretta che portarono il Sudafrica a vincere il torneo. Le prestazioni fornite durante la competizione iridata gli valsero l'assegnazione del prestigioso premio di Miglior giocatore World Rugby dell'anno.
Due mesi dopo conquistò per la terza volta il riconoscimento di miglior giocatore sudafricano, impresa riuscita prima di lui solo a Naas Botha e Bryan Habana.
Du Toit vanta una presenza con l'importante club ad inviti dei Barbarians ottenuta contro l'Argentina nel dicembre 2018.

## Palmarès
- Coppe del mondo: 2
Sudafrica: 2019, 2023
- Currie Cup: 1
Natal Sharks: 2013
- Campionato World Rugby under-20: 1
Sudafrica under-20: 2012